# Курудере (Кавалско)
Курудере или Куру дере (на гръцки: Ξεριάς, Ксериас, до 1926 година Κουρού Δερέ, Куру Дере) е бивше село в Гърция, разположено на територията на дем Места (Нестос), административна област Източна Македония и Тракия.

## География
Курудере е било разположено на 660 m надморска височина в Урвил североизточно от Кавала.

## История

### В Османската империя
В XIX век е изцяло мюсюлманско село в Саръшабанска каза на Османската империя. На австро-унгарската военна карта е отбелязано като Коидере (Куридере) (Kojidere (Kuridere). Съгласно статистиката на Васил Кънчов („Македония. Етнография и статистика“) към 1900 година Куру Дере е турско селище и в него живеят 1560 турци.
Според гръцка статистика към 1911 година селото е изцяло мюсюлманско с 380 жители мюсюлмани.

### В Гърция
В 1913 година селото попада в Гърция след Междусъюзническата война. Селото пострадва от Балканските войни и според статистика от 1913 година има население от 431 души. През 20-те години на XX век турското му население се изселва по споразумението за обмен на население между Гърция и Турция след Лозанския мир и на негово място са заселени гърци бежанци, които в 1928 година са 142 семейства с 544 души, като селището е изцяло бежанско. В 1926 година името на селото е сменено на Ксериас.
Българска статистика от 1941 година показва 900 жители.
Пред седемдесетте години започва изграждането на ново селище на 2 km на юг – Неос Ксериас и жителите на Курудере постепенно се преместват там.
| Година    | 1913 | 1920 | 1928 | 1940 | 1951 | 1961 | 1971 | 1981 | 1991 | 2001 | 2011 | 2021 |
| --------- | ---- | ---- | ---- | ---- | ---- | ---- | ---- | ---- | ---- | ---- | ---- | ---- |
| Население | 431  | 320  | 597  | 860  | 683  | 669  | 362  | 141  | 0    |      |      |      |